# Onthophagus yukae
Onthophagus yukae é uma espécie de inseto do género Onthophagus, família Scarabaeidae, ordem Coleoptera.
Foi descrita cientificamente por Masumoto, Ochi & Hanboonsong em 2002.